# Ethiopië van A tot Z

## A
Abbemeer - Abessinië - Addis Abeba - Afar - Afrika - Aksum - Amhaars - Amharen - Arba Minch

## B
Abebe Bikila - Beta Israël - birr - Blauwe Nijl

## D
Debre Zeit - Dergue

## E

Locatie van Ethiopië

EEPCO - Elfenesh Alemu - Eritrea - Ethiopië - Ethiopisch-orthodoxe Kerk

## F
Federatie

## G
Gambela - Ge'ez - Gezahegne Abera - Gondar - Grote Renaissance Dam

## H
Haile Gebrselassie - Haile Selassie - Harar

## I
Inval in Abessinië - ISO 3166-2:ET

## J
Donald Johanson

## K
Kalender - Keizers - Segenet Kelemu - Kenenisa Bekele - Koffieplant

## L
Lucy

## M
Bob Marley - Mengistu Haile Mariam - Menelik II

## O
Organisatie voor Afrikaanse Eenheid - Olympische Spelen - Oromo

## P
Palladium

## R
Rastafari - Robel Teklemariam

## S
Staten

## T
Tafari Benti - Tanameer - Teddy Afro - Tej - Wilfred Thesiger - Tariku Bekele

## V
Vlag - Vlaggen Deelgebieden

## W
Wolf - Wijnbouw in Ethiopië

## Z
Sahle-Work Zewde